# Eduard Woelfflin
Pour les articles homonymes, voir Wölfflin.
Eduard Wölfflin (Eduard von Wölfflin après son anoblissement), né le 1er janvier 1831 à Bâle, où il mourut le 8 novembre 1908, est un érudit suisse. Il travailla comme assistant puis comme professeur à Zurich (1856-1875), à Erlangen (1875-1880) et à Munich (1880-1905). Critique de textes et professeur d'université, il est à l'origine de l'entreprise monumentale qu'est le Thesaurus Linguae Latinae, dictionnaire de latin couvrant toute l'Antiquité, auquel on travaille encore de nos jours à Munich. 

## Biographie
Il commença à étudier la philologie classique en 1849, d'abord à l'Université de Bâle, sous la direction de Karl Ludwig Roth et de Franz Dorotheus Gerlach, puis à Göttingen sous la direction de Karl Friedrich Hermann. Avant même d'avoir obtenu son diplôme, il commença sur la suggestion d'Hermann, une nouvelle édition critique des écrits de l'historien Polyen, qu'il ne publia que plusieurs années plus tard (1860). Il obtint son doctorat en 1854 avec la thèse De Lucii Ampelii libro memoriali quaestiones criticae et historicae (Études historiques et critiques sur le livre d'histoire de Lucius Ampelius) dédié à son maître Friedrich Wilhelm Schneidewin ; en même temps, il publia une édition critique du texte. 
Les années suivantes, après 1861, Wölfflin travailla comme professeur de lycée à Winterthour, et publia de nombreux ouvrages consacrés à la critique textuelle parmi lesquels Caecilii Balbi de nugis philosophorum quae supersunt (1855), Polyaeni Strategicon libri octo (1860), Livianische Kritik und Livianischer Sprachgebrauch (1864) et Publii Syri sententiae (1869). À son activité au lycée s'ajouta en 1856 un poste de chargé de cours à l'Université de Zurich, où il fut promu professeur extraordinaire en 1869. En 1871, il fut nommé professeur de philologie classique et d'histoire de la littérature. En 1875, il reçut un appel de l'Université d'Erlangen.
C'est entre 1880 et 1905 que Wölfflin fut le plus actif, en qualité de professeur titulaire à l'Université de Munich. Il fut élu en 1880 membre titulaire de l'Académie bavaroise des sciences, dont il était membre associé depuis 1879. À Munich il jeta les bases de l'œuvre de sa vie : le Thesaurus Linguae Latinae. Ses vastes études linguistiques furent la base de ses travaux préliminaires sur le projet, travaux qu'il déposa dans la série des Archives de la lexicographie latine et de la grammaire, comprenant le latin tardif ; le nombre de ses collaborateurs s'accrut rapidement passant de 40 à 250 et, de 1884 à la mort Wölfflin, parurent 15 volumes. À la demande de Wölfflin la société reçut en 1883 une subvention de l'Académie bavaroise des sciences et, en 1889, avec l'appui de Theodor Mommsen, fut présentée à l'Académie prussienne. Enfin, il fut décidé, en raison de la taille de l'entreprise et de la charge immense qu'elle représentait, de partager le thésaurus entre les Académies de Munich, de Berlin, de Göttingen, de Leipzig et de Vienne. En 1893 quatre conférences de fondations eurent lieu à Leipzig, Francfort-sur-le-Main, Cobourg et Berlin, au cours desquelles Wölfflin et Franz Bücheler présentèrent un plan pour le financement et le travail, tandis qu'Ulrich von Wilamowitz-Moellendorff annonçait la participation de l'Académie de Göttingen. Pour la dernière conférence, où les décisions devaient se prendre, Wölfflin à Berlin, Friedrich Léo à Göttingen et Franz Bücheler à Bonn devaient transmettre les conclusions des travaux préparatoires. Friedrich Althoff, haut fonctionnaire du ministère prussien, garantit le soutien financier de l'Académie (prussienne) à Berlin et à Göttingen.

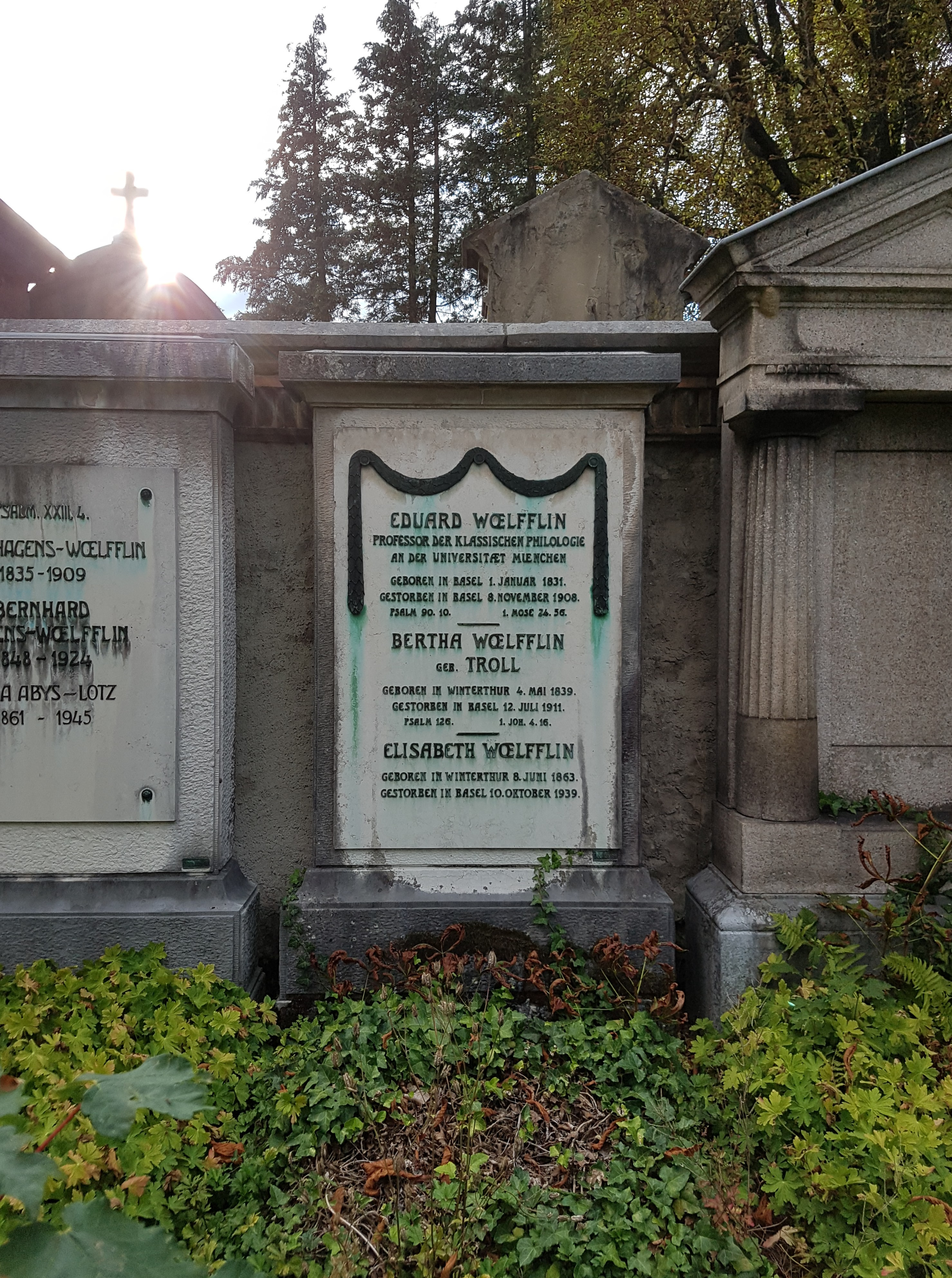
Tombe de Eduard Wölfflin sur le Wolfgottesacker à Bâle

Au cours des années suivantes les codirecteurs Leo et Bücheler convainquirent Wölfflin que l'entreprise devait être réalisée à un seul endroit, ce serait meilleur pour elle. C'est pourquoi, de 1898 à 1899, tout fut transféré à Munich ; l'opération terminée, Friedrich Vollmer devint le premier rédacteur en chef. Wölfflin participa lui-même aux articles de la lettre « A » et, pour soutenir l'entreprise, apporta en 1908 à la Fondation Eduard-Wölfflin (Eduard-Wölfflin-Stiftung) la somme de 35 000 francs suisses. En récompense de son mérite, il fut anobli et décoré de l'Ordre de Maximilien. 
Après sa mort, la société s'est maintenue jusqu'à aujourd'hui ; Leo et Bücheler, eux aussi, y apportèrent leur collaboration jusqu'à leur mort. À l'heure actuelle l'entreprise est à peu près à moitié achevée.
Il était le père de Heinrich Wölfflin, l'historien de l'art.

## Source
- (de) Cet article est partiellement ou en totalité issu de l’article de Wikipédia en allemand intitulé « Eduard Woelfflin » (voir la liste des auteurs).